# Hronská Dúbrava
Hronská Dúbrava (en hongrois : Felsőbesenyő ) est un village du district de Žiar nad Hronom, dans la région de Banská Bystrica, en Slovaquie.

## Histoire
La première mention écrite du village date de 1388.

## Démographie

### Évolution de la population
| Année:               | 1994. | 2004.   | 2014.   | 2024.   |
| -------------------- | ----- | ------- | ------- | ------- |
| Nombre de personnes: | 392   | 412     | 415     | 419     |
| Différence:          |       | +5,10 % | +0,72 % | +0,96 % |

| Année:               | 2023. | 2024.   |
| -------------------- | ----- | ------- |
| Nombre de personnes: | 424   | 419     |
| Différence:          |       | -1,17 % |